# Keely Smith
Pour les articles homonymes, voir Keely Smith (homonymie) et Smith.
Keely Smith, de son vrai nom Dorothy Jacqueline Keely, née le 9 mars 1928 à Norfolk et morte le 16 décembre 2017 à Palm Springs, est une chanteuse américaine de jazz et de musique populaire des années 1950 et 1960. Elle a collaboré entre autres avec Louis Prima et Frank Sinatra.

## Biographie
Née en 1928 à Norfolk (États-Unis) dans une famille d'origine cherokee et irlandaise, Keely Smith chante depuis son plus jeune âge. À 15 ans, elle est engagée dans le band d'Earl Bennett. En 1948, Louis Prima, en tournée en Virginie, cherche une voix féminine pour ses concerts et l'engage après l'avoir auditionnée.
En 1953, les deux artistes se marient et ont deux filles, Toni et Luanne. En 1958, ils enregistrent chez Capitol Records la chanson That Old Black Magic (en), avec laquelle ils remportent un Grammy Award l'année suivante. Quelque temps après, ils jouent dans le film Hey Boy! Hey Girl!. En 1961, ils divorcent et Keely commence à travailler avec Reprise Records.
Après son remariage en 1963 avec Jimmy Bowen, elle se retire de la scène. En 1969 nouveau divorce.
Elle chante ensuite plusieurs succès comme I'm In Love Again (1985), Swing, Swing, Swing (2002), Keely sings Sinatra (2001, Keely Swings Count Basie Style with Strings (2002) et Vegas '58 - Today (2005).
Le 10 février 2008, lors du 50e anniversaire des Grammy Awards, elle chante avec Kid Rock That Old Black Magic.
Keely Smith meurt le 16 décembre 2017 à Palm Springs en Californie à l'âge de 89 ans.

## Filmographie
- 1958 : Thunder Road